# Чистопольє (Казахстан)
Чистопо́льє (каз. Чистополье) — село у складі району імені Габіта Мусрепова Північноказахстанської області Казахстану. Адміністративний центр Чистопольського сільського округу.
Населення — 2078 осіб (2021; 2460 у 2009, 3333 у 1999, 4804 у 1989).
Станом на 1989 рік село було поділене на 2 частини: менша частина з населенням 867 осіб (з них росіяни 53 %) була центром Юбілейної сільської ради, більша частина з населенням 3937 осіб (з них росіяни 45 %) — центром Чистопольської сільської ради.